# مبنى وزارة الخارجية المصرية
هو مقر وزارة الخارجية المصرية ويقع على ضفة نيل القاهرة

## مبنى وزارة الخارجية المصرية

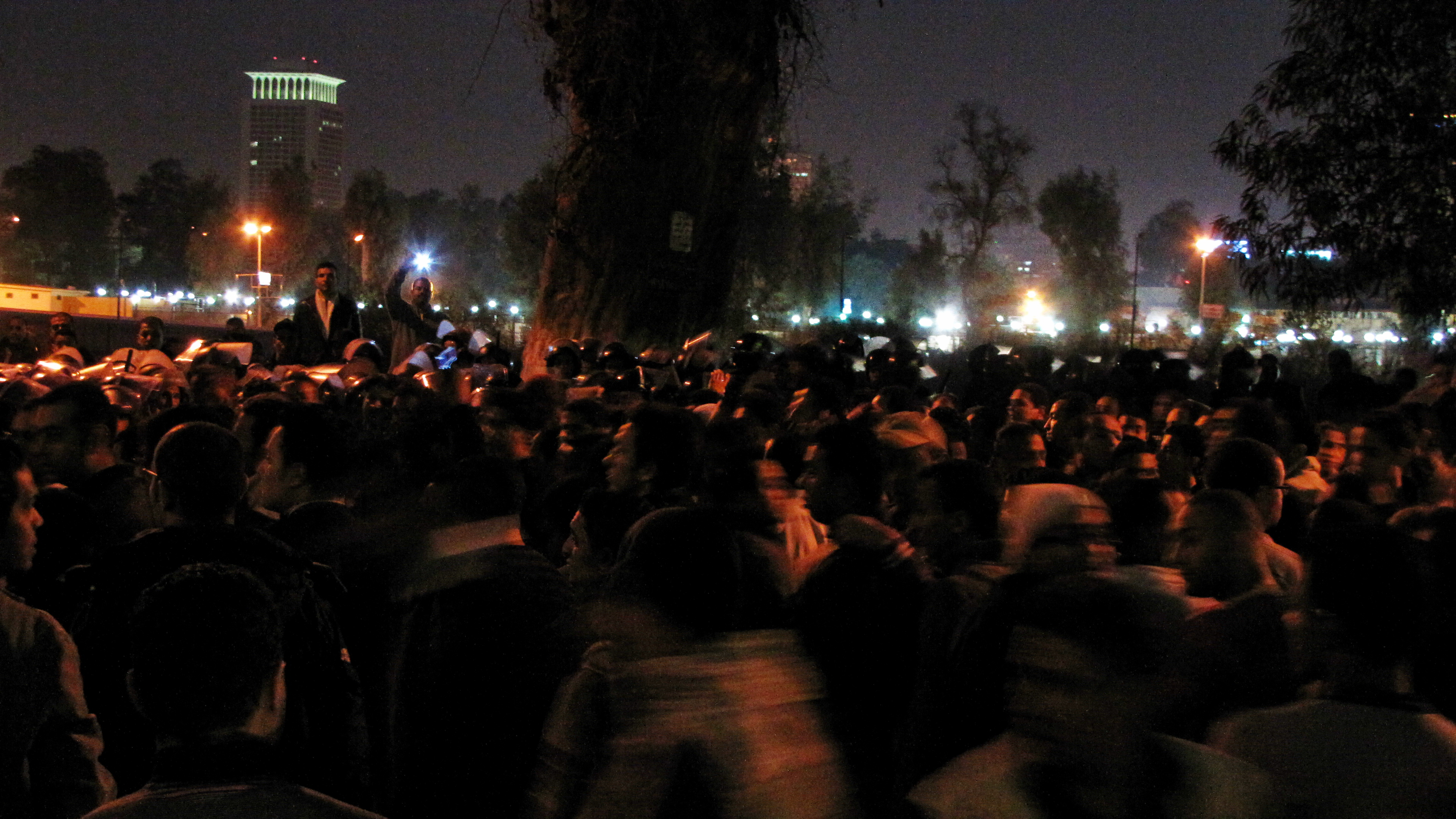
ملايين المتظاهرين امام مبني وزاره الخارجية

مبنى عملاق بالقاهرة من أعمال شركة المقاولون العرب مقام على مساحة 4800 م2 ويتكون من 42 دور بأرتفاع 143 م وإجمالي مسطحاته 73000 م2 ويتكون من البدروم بكامل مسطح المبنى والقاعدة مكونة من 6 ادوار بها المدخل و3 قاعات اجتماعات ومكاتب والبرج مكون من 30 دور به خدمات للوزارة والمكاتب الأدارية وادوار الردود وتتكون من أربعة طوابق تضم قاعة اجتماعات كبرى وصالتي مطالعة والحاسب الألى ومطعم وكافيتريا وطابقين للتكييف وماكينات المصاعد والدور الأخير مهبط للطائرات الهليكوبتر.
في يوم 25 يناير 2013 أحتفلت وزارة الخارجية المصرية بثورة 25 يناير، حيث رسمت الأضواء على المبنى عبارة «مصر 25 يناير».